# 2014 SS373
2014 SS373 est un objet transneptunien de magnitude absolue 6,45 classé comme objet épars, découvert en 2014.

## Caractéristiques
2014 SS373 mesure environ 200 km de diamètre.